# Stora Enbjänne-fyndet
Stora Enbjänne-fyndet är ett förmodat depåfynd från vikingatiden som hittades av en lantbrukare i Kamänget i Stora Enbjänne i Hogräns socken på 
Gotland.

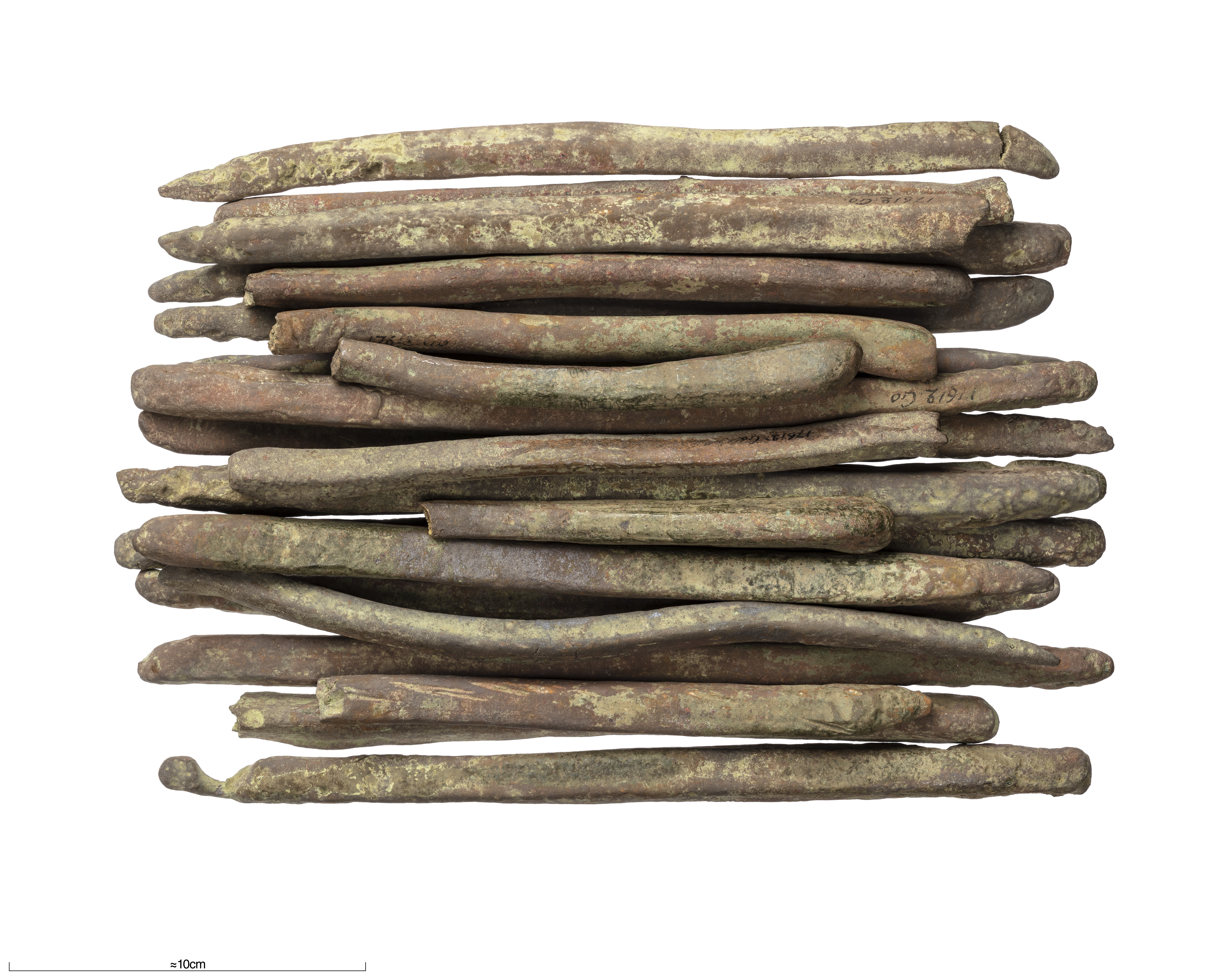
Delar av Stora Enbjänne-fyndet

Depåfyndet bestod av 23 långsmala, korvformade tackor av brons samt eventuellt ett ringspänne samt ett litet remändbeslag av brons. Tackorna är av särskilt stort intresse - de är något böjda och mellan 7,7 och 14,6 cm långa, fjorton var hela medan de övriga hade brottytor (alla utom en brottyta var gamla). Förmodligen var dessa tackor avsedda för nedsmältning. Ringspännet, vars utseende är väldigt typiskt för vikingatiden, med en diameter på 6.5 centimeter och en bevarad nål, visar att depåfyndet troligen härrör från vikingatiden. Det är inte säkert om ringspännet och remändbeslaget ursprungligen ingick i depåfyndet eller om de hamnat på fyndplatsen på annat sätt, men enligt uppgifter från upphittaren har inga fornfynd tidigare hittats på platsen och det ska inte förekomma några fasta fornlämningar där heller, vilket visar att de kan ha ett samband.
Föremålen löstes in år 1924 och finns på Statens historiska museum i Stockholm.
Vid ett senare tillfälle fann man vid plöjning på samma åker ett selbågsbeslag av brons och en bronstacka, den sistnämnda tillhör troligen depåfyndet, som också förvaras i Statens historiska museum.

## Stora Enbjänne under vikingatiden
I närheten av Stora Enbjänne har ett stort antal fynd från vikingatiden hittats. 
År 1848 fann man vid bortförandet av ett stenröse i en åker, liggande bland brända ben och aska, en stor brakteat av guld med filigrandekor som daterats till vikingatiden. Vid dikesgrävning nära byn fann man en silverskatt i en lerurna, bland annat innehållande 414 hela och 15 söndriga tyska mynt, 279 hela och 14 söndriga anglosaxiska mynt, enstaka arabiska, norska, bysantinska och svenska (Olof Skötkonung) mynt samt 52 bitsilver. Detta fynd är från sena vikingatiden.
Med hjälp av metalldetektor har man på senare tid lokaliserat föremål på åkrarna söder om gården daterbara till vikingatiden, bland annat beslag, ringspänne, sölja i urnesstil, del av silvermynt, dräktnålar, nycklar, djurhuvudformat spänne, nålhus, en örslev och vikter. Ett skattfynd med ett stort antal små fragment av arabiska silvermynt, bitsilver samt 2 armbyglar och en nål till ringspänne har också hittats (RAÄ. Hogrän 107) Man har även funnit sannolika boplatslämningar på platserna vikingatida fynd hittats, bestående av mörk jord samt en plats med en förhöjning innehållande mörk jord och med inslag av skörbränd sten. Intressant nog har man också funnit spår av metallhantverk som ett stort antal bronssmältor, slagg, gjutkoner, ten och barr av koppar. Detta visar att det förmodligen fanns en bosättning vid Stora Enbjänne under vikingatiden där metallframställning skedde.